# «Ісіда» свебів
«Ісіда» свебів — богиня германців, згадана у книзі римського історика І століття н. е.Тацита «Германія». Через використання Тацитом interpretatio romana в інших місцях тексту, його визнану невпевненість і його аргументацію щодо вшанування єгипетської богині свебами — групою германських народів — вчені загалом вважають, що ідентифікація Тацита є неправильною, і обговорюють, яку саме богиню має на увазі Тацит.

## Повідомлення
У розділі 9 «Германії» Тацит, використовуючи interpretatio romana (процес, у якому замість імен неримських божеств автор називає їх римські еквіваленти, що встановлені на основі власних суджень), говорить, що свеби в основному шанують «Меркурія» і що вони вважають священним приносити йому як людські, так і нелюдські жертви в певні дати (не надано). Свеби також поклоняються «Марсу» та «Гераклу», яяких вони задобрюють, приносячи в жертву тварин у традиційний спосіб. Тацит додає, що частина свебів, однак, шанує «Ісіду», хоча він визнає, що не знає, як поклоніння Ісіді могло бути імпортоване:
| Latin: Pars Sueborum et Isidi sacrificat: unde causa et origo peregrino sacro, parum comperi, nisi quod signum ipsum in modum liburnae figuratum docet advectam religionem. | Переклад на англійську Бірлі: Part of the Suebi sacrifice to Isis as well. I have little idea what the origin or explanation of this foreign cult is, except that the goddess's emblem, which resembles a light warship, indicates that the goddess came from abroad. | Переклад на англійську Рівза: Some of the Suebi sacrifice also to Isis. I cannot determine the reason and origin of the foreign cult, but her emblem, fashioned in the form of a Liburnian ship, proves that her worship comes from abroad. | Український переклад: Деякі зі свебів також приносять жертви Ісіді: я мало що знайшов про причину та походження цього чужого священного місця, за винятком того, що сам знак, сформований у вигляді легкого військового корабля, показує, що її культ був запозиченим. |

## Теорії та інтерпретації
У той час як «Меркурій», «Марс» і «Геракл» Тацита зазвичай вважаються відповідно Одіном, Тиром і Тором, особистість «Ісіди» була предметом дебатів. У своєму перекладі «Германії» вчений Джей Бі Рівз коментує, що хоча за часів Тацита культ Ісіди був широко поширений і добре засвідчений у провінціях на кордоні з Германією, ідентифікація Тацита є проблематичною, оскільки культ Ісіди, здається, поширився разом з греко-римською культурою. Рівз коментує, що «більшість вчених вважають, що Тацит помилково визначив місцевий германський ритуал, який мав деяку схожість із добре відомим ритуалом Ісіака, який включав корабель […]».
У статті 2012 року Джозеф С. Гопкінс і Гаукур Оргейрссон припускають зв'язок між богинею ванів, зокрема Фреєю, і символікою корабля «Ісіди» свебів. Вони припускають, що давньоскандинавські тексти, в яких згадуються Фольквангр і Сессрумнір, представляють образ «корабля в полі», маючи на увазі сильну асоціацію між Фреєю та образами кораблів, зокрема кам'яних кораблів Скандинавії.